# 好氧生物

由細菌在試管中的分佈情況可以看出其異化類型：
1.專性需氧（Obligate aerobic）細菌
2.專性厭氧（Obligate anaerobic）細菌
3.兼性（Facultative）菌
4.微需氧（Microaerophiles）細菌
5.耐氧（Aerotolerant ）細菌

好氧生物（英語：或 ），又譯為好氣生物、耗氧生物、需氧生物，是能在有游离态氧气的環境中生存及繁衍的生物。所有的真核生物（動物、植物、真菌和原生生物）以及一部分原核微生物都屬於好氧生物，而好氧微生物根據對於氧氣的需求又分為專性需氧微生物、兼性需氧微生物及微需氧微生物。
更适合在無氧環境中生存的生物，稱為厭氧生物。
因为氧气的活性对生物的核酸很有破坏性，因此好氧生物都演化出了复杂的抗氧化剂机制来保护自己的遗传物质和细胞器不被氧化。真核细胞则更是可以通过利用线粒体进行细胞呼吸來分解糖类及脂肪用来生产三磷酸腺苷，以供应生理活动所需的化学能。

## 類型

### 專性需氧生物
只能在有氧氣的環境下生存的生物。

### 微需氧生物
需要氧氣來產生能量，但是這種生物，一般生活在在氧氣含量只有約2-10%的環境中。

### 兼性需氧生物
兼性需氧生物（facultative aerobes）又稱為兼性好氧菌，這類微生物的適應範圍廣，在有氧或無氧的環境中均能生長。當環境中有氧氣時，會使用氧氣，但是當環境中沒有氧氣，就會像厭氧生物一樣生存。如大腸桿菌（E. coli）、產氣腸杆菌（Enterobacter aerogenes）等腸杆菌科（Enterobacteriaceae）的成員、地衣芽孢桿菌（bacillus lichenifornus）與釀酒酵母（Saccharomyces cerevisiae）等。